# Бродовский, Владимир Львович
Владимир Львович Бродовский (1823—1903) — российский польский врач-патологоанатом, доктор медицины, декан и ординарный профессор Варшавского университета.
Поступил в Санкт-Петербургскую медико-хирургическую академию, но вскоре перешёл на медицинский факультет Московского университета, который окончил в 1848 году.
В 1859 году получил в Московском университете степень доктора медицины за диссертацию «Quaedam de thrombosis historia, anatomia pathologica atque aethiologia».
Был награждён орденами Св. Станислава 3-й ст. (1866) и Св. Анны 2-й ст. с императорской короной (1873); произведён 31 декабря 1876 года в чин действительного статского советника.
Ему принадлежит авторство сочинения: «Rys anatomji patologicznej człowieka» («Bibijoteka umiejętności lekarskich») и нескольких работ по патологии.